# Partit Revolucionari Popular de Kangleipak
El Partit Revolucionari Popular de Kangleipak (People’s Revolutionary Party of Kangleipak, PREPAK) es va formar el 9 d'octubre de 1977 sota la direcció de R.K. Tulachandra, com a successor d'una organització creada pocs anys abans (1975) sota el nom de Front d'Alliberament Popular de Kangleipak (Kangleipak People's Liberation Front, KAPLIF). El seu objectiu és la independència de Kangleipak (Manipur).
Des del 1986 la seva activitat es va reduir al morir el seu líder Tulachandra en un enfrontament amb l'exèrcit indi. El va succeir S. Wanglen com a comandant en cap. Té uns 300 combatents. Està aliat al Consell Nacional Socialista de Nagaland. Els seus líders actuals (2001) són Achamba (President) i Tajila (comandant en cap).